# Depopulacja

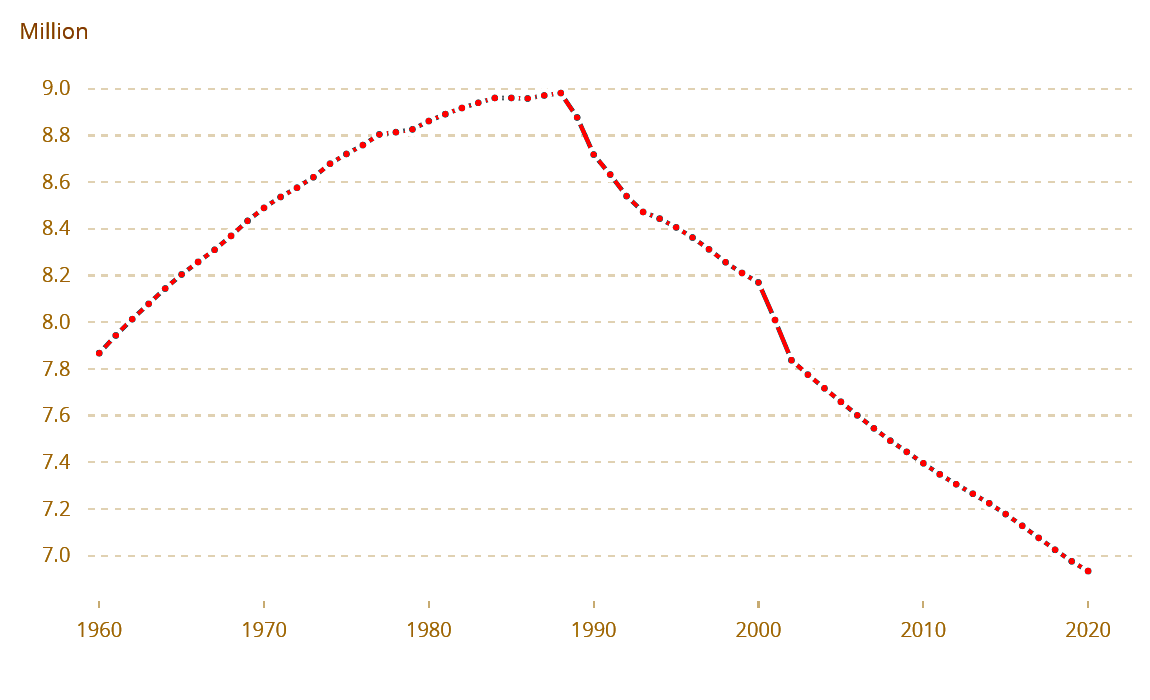
Wykres spadku populacji w Bułgarii w ciągu kilkudziesięciu lat

Depopulacja albo spadek populacji – dowolne zmniejszenie liczebności jakiegoś organizmu na wskazanym terenie. Zwykle określa się tym terminem drastyczne zmniejszenie populacji ludzi na jakimś obszarze. Może ono być spowodowane zarówno powolnymi trendami demograficznymi, jak migracje czy ujemny przyrost naturalny, bądź gwałtownymi wydarzeniami, takimi jak katastrofy naturalne, epidemie czy wojny.
Historycznie głównymi przyczynami depopulacji były epidemie, głód i wojny. Najsłynniejsze przykłady to:
- Dżuma Justyniana, która w VI wieku n.e. uśmierciła około 40% ludności Europy i Bliskiego Wschodu[3].
- Czarna śmierć, która w XIV wieku uśmierciła około 1/3 ludności Europy.
- Epidemia grypy, która po dotarciu Kolumba do Ameryki uśmierciła większość rdzennej populacji tego kontynentu.
- Łapanie niewolników w Afryce przez europejskich i arabskich handlarzy. Od XVI do XIX wieku zostało wywiezionych w ten sposób ponad 10 milionów ludzi[4].
- Wielki głód na Ukrainie, wywołany przez przymusową kolektywizację rolnictwa, w wyniku którego zmarło z głodu 6[5] do 7 milionów[6][7] ludzi.
- II wojna światowa, w której zginęło ponad 60 milionów ludzi, w tym kilkanaście procent ludności Polski, Litwy i Łotwy.
- Epidemia AIDS w Afryce Subsaharyjskiej, która od 1981 roku uśmierciła tam ponad 20 milionów ludzi[8].

Współcześnie depopulacje powodowane są głównie emigracją i ujemnym przyrostem naturalnym. Zgodnie z raportem ONZ z 2002 roku aktualnie w 75% rozwiniętych krajów oczekiwany jest spadek populacji spowodowany niskim współczynnikiem dzietności. Ludność świata rośnie obecnie wolniej niż kilkadziesiąt lat temu: w tempie 1,15% na rok, podczas gdy w szczytowych latach 1963-64 rosła w tempie 2,2% rocznie.

## Depopulacja w poszczególnych krajach
Większość krajów UE ma ujemny przyrost naturalny i od roku 2000 populacja UE maleje. Rośnie populacja jedynie tych krajów, do których napływają imigranci. Poza UE od 2005 roku spada również populacja Japonii.
Choć epidemia AIDS odgrywa dużą rolę w populacji Afryki Subsaharyjskiej, współczynnik dzietności na całym tym obszarze jest tak wysoki, że liczba ludności w większości krajów gwałtownie tam rośnie.
| Kraj              | Rok  | Populacja   | Roczny spadek populacji(%) | Główna przyczyna spadku populacji      |
| ----------------- | ---- | ----------- | -------------------------- | -------------------------------------- |
| Armenia           | 2009 | 2 967 004   | 0,03                       | emigracja                              |
| Białoruś          | 2009 | 9 648 533   | 0,378                      | spadek liczby urodzeń i długości życia |
| Bułgaria          | 2009 | 7 704 687   | 0,79                       | spadek liczby urodzeń i długości życia |
| Chorwacja         | 2009 | 4 489 409   | 0,052                      | spadek liczby urodzeń                  |
| Czechy            | 2009 | 10 211 904  | 0,094                      | spadek liczby urodzeń                  |
| Estonia           | 2009 | 1 299 371   | 0,632                      | spadek liczby urodzeń                  |
| Gruzja            | 2009 | 4 615 807   | 0,325                      | emigracja                              |
| Niemcy            | 2009 | 82 329 758  | 0,053                      | spadek liczby urodzeń                  |
| Włochy            | 2009 | 58 126 212  | 0,047                      | spadek liczby urodzeń                  |
| Węgry             | 2009 | 10 031 000  | 0,257                      | spadek liczby urodzeń i długości życia |
| Japonia           | 2009 | 127 078 679 | 0,191                      | spadek liczby urodzeń                  |
| Łotwa             | 2009 | 2 231 503   | 0,614                      | spadek liczby urodzeń i długości życia |
| Litwa             | 2009 | 3 555 179   | 0,279                      | spadek liczby urodzeń i długości życia |
| Mikronezja        | 2009 | 111 000     | 0,238                      | emigracja                              |
| Mołdawia          | 2009 | 4 320 748   | 0,079                      | spadek liczby urodzeń i długości życia |
| Czarnogóra        | 2009 | 672 180     | 0,851                      |                                        |
| Polska            | 2009 | 38 482 919  | 0,047                      | spadek liczby urodzeń i emigracja      |
| Rumunia           | 2009 | 22 215 421  | 0,147                      | spadek liczby urodzeń i emigracja      |
| Rosja             | 2009 | 141 927 297 | 0,0                        | spadek liczby urodzeń i długości życia |
| Słowenia          | 2009 | 2 005 692   | 0,113                      |                                        |
| Suazi             | 2009 | 1 123 913   | 0,459                      | AIDS                                   |
| Trynidad i Tobago | 2009 | 1 229 953   | 0,102                      | emigracja                              |
| Ukraina           | 2009 | 45 700 395  | 0,632                      | spadek liczby urodzeń i emigracja      |
| Zimbabwe          | 2008 | 12 521 000  | 0,787                      | AIDS                                   |

## Konsekwencje ekonomiczne
Spadek populacji może mieć groźne skutki dla ekonomii krajów, w których starsze pokolenia są utrzymywane przez młodsze. Analizy ekonomiczne pokazują, że w takiej sytuacji należy oczekiwać deflacji ze wszystkimi jej konsekwencjami. W społeczeństwach rolniczych depopulacja może podnieść zamożność obywateli, ponieważ zwiększa ilość ziemi i zasobów przypadających na każdego z nich. W społeczeństwach przemysłowych zwykle jednak tę zamożność obniża, szczególnie jeśli jest powiązana ze starzeniem społeczeństwa, ponieważ mniejsza liczba ludzi pracujących musi utrzymać większą liczbę niepracujących. Ten spadek nie musi jednak być jednoznaczny ze spadkiem jakości życia: inne czynniki, takie jak zmniejszenie zanieczyszczenia środowiska, zużycia zasobów naturalnych i zatłoczenia dróg, mogą zrekompensować straty ekonomiczne.